# 哈溪河
哈溪河，位于中国甘肃省武威市天祝藏族自治县哈溪镇东南，是黄羊河源流之一，发源于冷龙岭北侧得泉山和雷公山，蜿蜒向西北流，于哈溪镇与峡门河（黄花滩河）汇合组成黄羊河。河长39千米，比降3‰。